# Gettnau
Gettnau est une ancienne commune et une localité de la commune de Willisau, située dans l'arrondissement électoral lucernois de Willisau, en Suisse.
Depuis le 1er janvier 2021, la commune est intégrée à celle de Willisau.